# Puy-Saint-Pierre

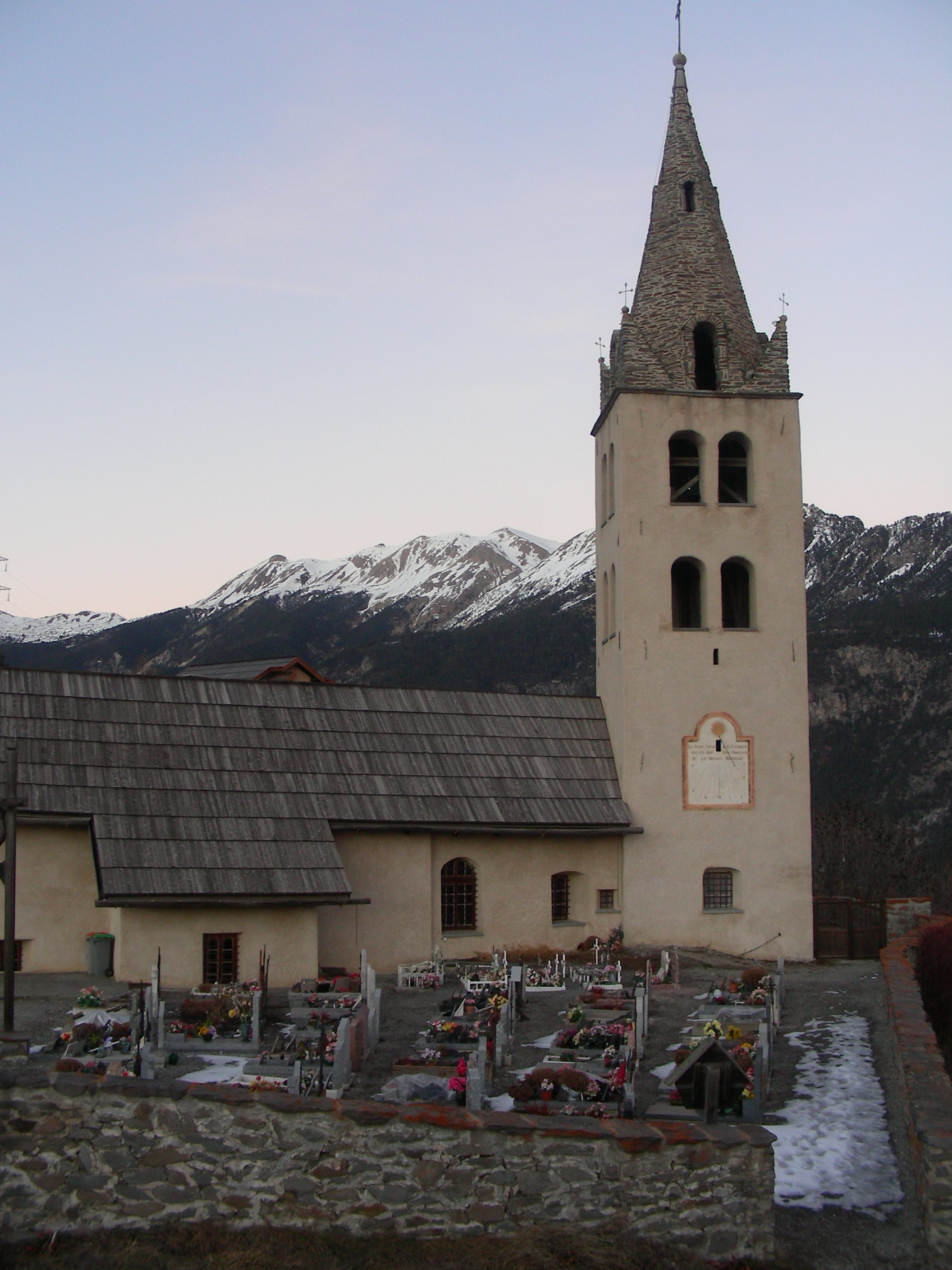
Kyrkan

Puy-Saint-Pierre är en kommun i departementet Hautes-Alpes i regionen Provence-Alpes-Côte d'Azur i sydöstra Frankrike. Kommunen ligger  i kantonen Briançon-Sud som ligger i arrondissementet Briançon. År 2022 hade Puy-Saint-Pierre 517 invånare.

## Befolkningsutveckling
Antalet invånare i kommunen Puy-Saint-Pierre
Referens:INSEE